# التصنيفات الدولية لفنلندا

يعرض هذا الجدول على التصنيفات الدولية لفنلندا، بما في ذلك السنوات السابقة عندما تكون متاحة.
| المنظمة                          | المؤشر\الاستطلاع                                                  | السنة     | الترتيب | من أصل (دولة) | المرجع | ملاحظات |  |
| -------------------------------- | ----------------------------------------------------------------- | --------- | ------- | ------------- | ------ | --- |  |
| جيرمان ووتش                      | مؤشر أداء التغير المناخي                                          | 2018      | 9       | 60            | [ 1 ]  | |  |
| إيه تي كيرني / فورين بوليسي      | مؤشر العولمة                                                      |           |         |               |        | |  |
| إيه تي كيرني / فورين بوليسي      | مؤشر العولمة                                                      | 2007      | 18      | 72            | [ 2 ]  | |  |
| إيه تي كيرني / فورين بوليسي      | مؤشر العولمة                                                      | 2006      | 13      | 62            | [ 3 ]  | |  |
| جامعة ييل / جامعة كولومبيا       | مؤشر الأداء البيئي                                                |           |         |               |        | |  |
| جامعة ييل / جامعة كولومبيا       | مؤشر الأداء البيئي                                                | 2010      | 12      | 163           | [ 4 ]  | |  |
| جامعة ييل / جامعة كولومبيا       | مؤشر الأداء البيئي                                                | 2008      | 4       | 149           | [ 5 ]  | |  |
| جامعة ييل / جامعة كولومبيا       | مؤشر الأداء البيئي                                                | 2006      | 3       | 133           | [ 6 ]  | |  |
| المعهد الدولي للتنمية الإدارية   | المعهد الدولي للتنمية الإدارية - الكتاب السنوي للتنافسية العالمية |           |         |               |        | |  |
| المعهد الدولي للتنمية الإدارية   | المعهد الدولي للتنمية الإدارية - الكتاب السنوي للتنافسية العالمية | 2010      | 19      | 58            | [ 7 ]  | |  |
| المعهد الدولي للتنمية الإدارية   | المعهد الدولي للتنمية الإدارية - الكتاب السنوي للتنافسية العالمية | 2008      | 15      | 55*           | [ 7 ]  | *اقتصادات (الدول والمناطق) |  |
| المعهد الدولي للتنمية الإدارية   | المعهد الدولي للتنمية الإدارية - الكتاب السنوي للتنافسية العالمية | 2007      | 17      | 55            | [ 7 ]  | |  |
| المعهد الدولي للتنمية الإدارية   | المعهد الدولي للتنمية الإدارية - الكتاب السنوي للتنافسية العالمية | 2006      | 10      | 61            | [ 8 ]  | |  |
| معهد ليجاتوم                     | مؤشر ليجاتوم للازدهار                                             |           |         |               |        | |  |
| معهد ليجاتوم                     | مؤشر ليجاتوم للازدهار                                             | 2009      | 1       | 104           | [ 9 ]  | |  |
| نيوزويك                          | أفضل دول العالم                                                   |           |         |               |        | |  |
| نيوزويك                          | أفضل دول العالم                                                   | 2010      | 1       | 100           | [ 10 ] | |  |
| منظمة التعاون الاقتصادي والتنمية | البرنامج الدولي لتقييم الطلبة                                     |           |         |               |        | |  |
| منظمة التعاون الاقتصادي والتنمية | البرنامج الدولي لتقييم الطلبة                                     | 2006      | →       | 57            | [ 11 ] | المرتبة الأولى في العلوم والقدرة على استخدام المعرفة العلمية؛ والمرتبة الثانية في معرفة القراءة؛ والمرتبة الثانية في الرياضيات             |  |
| منظمة التعاون الاقتصادي والتنمية | البرنامج الدولي لتقييم الطلبة                                     | 2003      | →       | 41            | [ 12 ] | المرتبة الأولى في العلوم (مع اليابان)؛ المرتبة الأولى في محو الأمية القرائية؛ المرتبة الثانية في حل المشكلات؛ المرتبة الثانية في الرياضيات |  |
| منظمة التعاون الاقتصادي والتنمية | البرنامج الدولي لتقييم الطلبة                                     | 2000      | →       | 43            | [ 13 ] | المرتبة الأولى في أداء القراءة |  |
| منظمة التعاون الاقتصادي والتنمية | مسح مهارات البالغين ("PISA for adults")                           | 2023      | 1       | 31            | [ 14 ] | المرتبة الأولى في محو الأمية، والمرتبة الأولى في الحساب، والمرتبة الأولى (بالتعادل مع اليابان) في مهارات حل المشكلات                       |  |
| مراسلون بلا حدود                 | مؤشر حرية الصحافة                                                 |           |         |               |        | |  |
| مراسلون بلا حدود                 | مؤشر حرية الصحافة                                                 | 2009      | 1       | 175           | [ 15 ] | مع الدنمارك، جمهورية أيرلندا، النرويج، السويد                                                                                              |  |
| مراسلون بلا حدود                 | مؤشر حرية الصحافة                                                 | 2008      | 4       | 173           | [ 16 ] | مع إستونيا وجمهورية أيرلندا |  |
| مراسلون بلا حدود                 | مؤشر حرية الصحافة                                                 | 2007      | 5       | 169           | [ 17 ] | مع بلجيكا والسويد |  |
| مراسلون بلا حدود                 | مؤشر حرية الصحافة                                                 | 2006      | 1       | 168           | [ 18 ] | مع آيسلندا، وأيرلندا، وهولندا |  |
| أنقذوا الأطفال                   | حالة الأمهات في العالم                                            |           |         |               |        | |  |
| أنقذوا الأطفال                   | حالة الأمهات في العالم                                            | 2010      | 7       | 160           | [ 19 ] | |  |
| أنقذوا الأطفال                   | حالة الأمهات في العالم                                            | 2008      | 7       | 146           | [ 20 ] | |  |
| أنقذوا الأطفال                   | حالة الأمهات في العالم                                            | 2007      | 7       | 140           | [ 21 ] | |  |
| أنقذوا الأطفال                   | حالة الأمهات في العالم                                            | 2006      | 2       | 125           | [ 22 ] | مع الدنمارك |  |
| وحدة استخبارات الإكونوميست       | مؤشر السلام العالمي                                               |           |         |               |        | |  |
| وحدة استخبارات الإكونوميست       | مؤشر السلام العالمي                                               | 2010      | 9       | 149           | [ 23 ] | |  |
| وحدة استخبارات الإكونوميست       | مؤشر السلام العالمي                                               | 2008      | 8       | 140           | [ 24 ] | |  |
| وحدة استخبارات الإكونوميست       | مؤشر السلام العالمي                                               | 2007      | 6       | 121           | [ 25 ] | |  |
| الشفافية الدولية                 | مؤشر مدركات الفساد                                                |           |         |               |        | |  |
| الشفافية الدولية                 | مؤشر مدركات الفساد                                                | 2009      | 6       | 180           | [ 26 ] | مع هولندا |  |
| الشفافية الدولية                 | مؤشر مدركات الفساد                                                | 2008      | 5       | 180           | [ 27 ] | مع سويسرا |  |
| الشفافية الدولية                 | مؤشر مدركات الفساد                                                | 2007      | 1       | 179           | [ 28 ] | مع الدنمارك ونيوزيلندا |  |
| الشفافية الدولية                 | مؤشر مدركات الفساد                                                | 2006      | 1       | 163           | [ 29 ] | مع آيسلندا ونيوزيلندا |  |
| برنامج الأمم المتحدة الإنمائي    | مؤشر التنمية البشرية                                              |           |         |               |        | |  |
| برنامج الأمم المتحدة الإنمائي    | مؤشر التنمية البشرية                                              | 2007–2008 | 11      | 177           | [ 30 ] | |  |
| برنامج الأمم المتحدة الإنمائي    | مؤشر التنمية البشرية                                              | 2006      | 11      | 177           | [ 31 ] | |  |
| برنامج الأمم المتحدة الإنمائي    | مؤشر التنمية البشرية                                              | 2005      | 13      | 177           | [ 32 ] | |  |
| برنامج الأمم المتحدة الإنمائي    | مؤشر التنمية البشرية                                              | 2004      | 13      | 177           | [ 33 ] | |  |
| المنتدى الاقتصادي العالمي        | تقرير التنافسية العالمي                                           | 2010–2011 | 7       | 139           | [ 34 ] | |  |
| المنتدى الاقتصادي العالمي        | تقرير التنافسية العالمي                                           | 2009–2010 | 6       | 133           | [ 35 ] | |  |
| المنتدى الاقتصادي العالمي        | تقرير التنافسية العالمي                                           | 2008–2009 | 6       | 134           | [ 36 ] | |  |
| المنتدى الاقتصادي العالمي        | تقرير التنافسية العالمي                                           | 2007–2008 | 6       | 131           | [ 37 ] | |  |
| المنتدى الاقتصادي العالمي        | مؤشر جاهزية الشبكة (تقرير تكنولوجيا المعلومات العالمي)            | 2012      | 3       | 142           | [ 38 ] | |  |
| المنتدى الاقتصادي العالمي        | مؤشر جاهزية الشبكة (تقرير تكنولوجيا المعلومات العالمي)            | 2013      | 1       | 143           | [ 39 ] | |  |
| المنتدى الاقتصادي العالمي        | مؤشر جاهزية الشبكة (تقرير تكنولوجيا المعلومات العالمي)            | 2016      | 2       | 139           | [ 40 ] | |  |
| منظمة الصحة العالمية             | تصنيف منظمة الصحة العالمية لأنظمة الصحة في العالم                 | 2000      | 31      | 190           | [ 41 ] | |  |
| المنظمة العالمية للملكية الفكرية | مؤشر الابتكار العالمي                                             | 2024      |         | 7             | 133    | [ 42 ] |  |
| البرنامج الدولي لتقييم الطلبة    | البرنامج الدولي لتقييم الطلبة                                     | 2015      | 5       | 72            |        | |  |
| البرنامج الدولي لتقييم الطلبة    | البرنامج الدولي لتقييم الطلبة                                     | 2015      | 4       | 72            |        | |  |
| صندوق السلام                     | مؤشر الدول الهشة                                                  | 2018      | 178*    | 178           | [ 43 ] | *الأكثر استدامة |  |
| الأمم المتحدة                    | تقرير السعادة العالمي                                             | 2019      | 1       | 156           | [ 44 ] | |  |
| المنتدى الاقتصادي العالمي        | تقرير الفجوة العالمية بين الجنسين                                 | 2018      | 4       | 147           | [ 45 ] | |  |
|                                  | مؤشر الدول الخيرة                                                 | 2018      | 1       | 153           | [ 46 ] | |  |
| المنتدى الاقتصادي العالمي        | Global Social Mobility Index                                      | 2020      | 3       | 82            | [ 47 ] | |  |

## روابط خارجية
- فنلندا من بين الأفضل في العالم في إحصاءات فنلندا